# Eunidia obliquealbovittata
Eunidia obliquealbovittata là một loài bọ cánh cứng trong họ Cerambycidae.